# Igreja Presbiteriana do Paquistão
A Igreja Presbiteriana do Paquistão (em urdo پاکستان نولکھا چرچ) é a maior denominação presbiteriana, reformada e a segunda maior denominação protestantes no Paquistão. Foi formada em 1993, pela fusão da Igreja Presbiteriana Unida do Paquistão (1855-1993) e o Conselho de Igrejas de Lahore.  
Em 2025, a igreja tinha cerca de 500.000 membros, 220 congregações, 208 pastores e 24 presbitérios, sendo a maior denominação presbiteriana do país e segunda maior denominações protestante, atrás apenas da Igreja do Paquistão.

## História

### Conselho de Igrejas de Lahore
A Igreja Presbiteriana Unida da América do Norte começou o trabalho missionário no Paquistão em 1834 na região de Ludhina,um ano depois de JC Lowrie, o primeiro missionário presbiteriano no país, ter se mudado de Ludhiana para Lahore. Em 1849 John Newton e Charles Forman foram para a mesma região trabalhar como missionários. Logo eles estenderam seu trabalho para Rawalpindi. Seus esforços resultaram na fundação do Conselho de Igrejas de Lahore.
Em 1904, muito antes de outras comunidades presbiterianas, o Conselho de Igrejas de Lahore, anteriormente parte da Igreja Presbiteriana Unida, foi absorvido pela Igreja Unida do Norte da Índia. 

### Igreja Presbiteriana Unida do Paquistão
Em 1855 a Missão Presbiteriana Unida dos Estados Unidos abriu trabalho em Lahore tendo como missionário Andrew Gordon; dois anos depois, ele estabeleceu uma estação de missão em Sialkot, onde foi acompanhado por outros missionários. Foram abertas escolas e um orfanato pelo grupo missionário. Em 1859 o Presbitério de Sialkot foi formado.
As "Convenções de Sialkot", promovidas pela igreja, foram realizadas desde 1904 e são reconhecidas como fundamentais para o fortalecimento e divulgação da fé cristã no Paquistão. Os Salmos usados na Convenção Sialkot Hymnbookwith, além de hinos em Punjabi e Urdu como músicas indianas são amplamente utilizado em todas as igrejas protestantes no país.
A igreja cresceu, e outros presbitérios foram estabelecidos. Em 1893 o Sínodo do Punjab (SP) foi formada como um dos sínodos da Igreja Presbiteriana Unida da América do Norte. 
O SP fundou o seminário de Gujiranwala, que tornou-se um seminário unido em 1954, que passou a servir para a formação de ministros de várias denominações protestante no Paquistão tais como a Igreja do Paquistão e  Igreja Presbiteriana Reformada Associada (Paquistão).
O mesmo sínodo tornou-se autônomo em 1961 formando a Igreja Presbiteriana Unida do Paquistão (1855-1993). Em 1968, como resultado do movimento de oposição a Teologia liberal de McIntire, parte dos membros se separaram e fundaram a Igreja Presbiteriana Unida do Paquistão.
Em contraste a Igreja Presbiteriana Unida do Paquistão (1855-1993) tornou-se administrativamente independente da igreja norte-americana. 

### Fusão
Em 18 de novembro de 1993, a Igreja Presbiteriana Unida do Paquistão (1855-1993) e o Conselho de Igrejas de Lahore (que à época era vinculado à Igreja do Paquistão) se uniram novamente e formaram a atual Igreja Presbiteriana do Paquistão (IPP).

## Século XXI
A Igreja Presbiteriana do Paquistão é conhecida pelo seu trabalho de evangelização, educação, cuidados de saúde, alfabetização, agricultura e bem-estar social. A evangelização é feito por pastores, evangelistas e obreiros leigos e inclui o preparo dos membros da igreja, plantação de novas igrejas para o crescimento e a construção de igrejas e casas pastorais. O trabalho educativo da Igreja sofreu com a nacionalização das escolas em 1972, mas a igreja estabeleceu novas escolas primárias, médias e altas para os meninos e meninas, e pensões para os alunos.
A igreja mantém dois hospitais e fornece educação e saúde para as pessoas. A denominação começou o trabalho de alfabetização no Paquistão, que agora é realizada por uma ONG, e continua a cooperar com o governo para promover a alfabetização. A Igreja Presbiteriana é também a iniciadora da educação teológica no Paquistão, através de um seminário para candidatos para as classes de ministério e de extensão para leigos. Além disso a igreja possui serviços agrícolas concentrar em ajudar os camponeses com técnicas de produção, conservação de sementes e fertilizantes.
Em 2016, a igreja tinha cerca de 300.000 membros, 220 congregações, 208 pastores e 80 presbitérios, sendo a maior denominação presbiteriana do país e segunda maior denominações protestante, atrás apenas da Igreja do Paquistão.
Os paquistaneses relatam a existência de perseguição religiosa por parte da população do país aos cristãos que formam uma minoria no Paquistão. Como os presbiterianos formam um dos maiores grupos cristãos do país, existem muitos relatos de perseguição religiosa contra eles na região.
Em 2018, a denominação se dividiu em três grupos, devido a divergências sobre a sucessão do mandato de presidente da denominação. Em 2024, os três grupos se reconciliaram, reconstituindo a unidade da denominação.
Em 2025, estimou-se que a denominação tinha 500.000 membros, em 24 presbitérios.

## Doutrina
A igreja subscreve: o Credo dos Apóstolos, o Credo de Atanásio, o Credo Niceno, o Catecismo de Heidelberg e a Confissão de Westminster.

## Relações Inter-eclesiásticas
A igreja é membro do Concílio Mundial das Igrejas, da Conferência Cristã da Ásia, do Conselho Nacional de Igrejas no Paquistão e da Comunhão Mundial das Igrejas Reformadas. Além disso tem relações fraternais com a Igreja Presbiteriana (EUA).